# Commission fédérale des communications
Pour les articles homonymes, voir FCC.
La Commission fédérale des communications ou FCC (Federal Communications Commission) est présentée comme une agence indépendante du gouvernement des États-Unis, créée par le Congrès américain en 1934 pour réguler les télécommunications, puis les contenus des émissions de radio, télévision et Internet.
Cette indépendance n'existe plus car la plupart des responsables de commission (commissaires) et son président sont nommés par le président des États-Unis : ainsi Donald Trump a remplacé l’investisseur et lobbyiste démocrate Tom Wheeler par un ancien avocat de Verizon, Ajit Varadaraj Pai, lui même remplacé en 2021 par Jessica Rosenworcel.

## Historique

### Acte fondateur - 1934
En 1934, le Congrès des Etats-Unis adopte une loi sur la communication (Communications Act) qui permet le remplacement de la précédente commission fédérale de la Radio par une nouvelle commission fédérale des communications (FCC). Cette commission régule les communications radio et les télécommunications.

### Libéralisation des diffuseurs - Années 1940
En 1940, la FCC contribue à la libéralisation du secteur des diffuseurs en démantelant le réseau national de diffusion NBC et en autorisant la création de nouveaux réseaux de diffusion, tout en y apportant des limites sur les jours et horaires lors desquels les chaînes peuvent diffuser.
En 1948, la FCC cesse d'émettre temporairement des nouvelles licences de diffusion car plusieurs problèmes se posent : certaines zones sont saturées et cela causes des interférences sur les ondes VHF, l'arrivée des diffusions UHF ou encore de celle de la télévision couleur font qu'aucune nouvelle licence n'est délivrée avant 1952.

### Règlementation des câbles et satellite - 1965
La première réglementation de la télévision par câble et par satellite est promulguées en 1965 .

Il faudra attendre le 16 juin 1972 pour que la FCC décide de
permettre à tous les demandeurs qualifiés de fournir un service de communication par satellite pour la transmission de signaux de télévision, de téléphone, de télégraphe et de données informatiques. La politique d'Open Sky avait été recommandée par la Maison-Blanche en 1970, mais trois des personnes nommées par le président Richard Nixon à la  FCC, parmi lesquelles Dean Burch, président de la commission, mais aussi Charlotte Reid et Richard Wiley — avaient exprimé leur désaccord.

### L'ère d'Internet - 1996
En 1996, le Congrès des Etats-Unis adopte une nouvelle loi sur les télécommunications. Cette mise à jour est rendue nécessaire par le démantèlement d'AT&T pour abus de position dominante.
Un autre aspect qui a poussé à la promulgation de cette loi est la multiplication des services d'accès à internet, des services par câble ou encore de téléphonie mobile et sans-fil.
La FCC profite également de l'arrivée des technologies numériques pour se moderniser avec notamment l'arrivée de David Bray au poste de directeur des systèmes d'information en 2013.

Ancien sceau de la FCC avant 2020.

En 2017, le président Donald Trump nomme Ajit Varadaraj Pai à la tête du FCC.

## Prohibition des propos indécents
En 1960, le Congrès des États-Unis donne à la FCC le pouvoir de sanctionner les médias enfreignant la loi fédérale prohibant la diffusion de propos indécents, obscènes ou blasphématoires.
En 1975, un sketch de l'humoriste George Carlin, intitulé Filthy words (« mots grossiers »), est diffusé à l'antenne d'une station de radio de New York. À la suite de la plainte d'un auditeur, la FCC agit contre la fondation Pacifica (en), qui possède la radio. La Cour suprême des États-Unis confirmera le bien-fondé des actions de la FCC en 1978, dans l'arrêt Federal Communications Commission v. Pacifica Foundation (en).
Cet arrêt renforce le pouvoir de la FCC, qui durcit dans les décennies suivantes sa politique sur les propos indécents ou obscènes. Elle estime ainsi, après que le chanteur Bono se soit exclamé « this is fucking brilliant » lors de la retransmission en direct de la cérémonie des Golden Globes en 2003, que « l'usage isolé et non-littéral d'un juron [pouvait] suffire à engager des sanctions ».
En 2004, la FCC prend une part active à ce qui prendra le nom de « scandale du Nipplegate », à la suite de l'apparition à l'antenne d'une chaîne de CBS d'un sein de la chanteuse Janet Jackson à la mi-temps du Super Bowl.

## Régulation du nombre de stations et chaînes
L'indicatif des stations de radio et de télévision est formé de trois ou quatre lettres. La première identifie normalement la zone géographique, W à l'est du Mississippi ou K à l'ouest mais il existe de nombreuses exceptions comme WOAI à San Antonio ou KYW à Philadelphie ou les deux stations gouvernementales diffusant le temps universel coordonné WWV.
Un système équivalent existe au Mexique lettre XE pour les stations de radio AM et XH pour les télévisions et au Canada, lettres CF et de CH à CK.

### Limitation du nombre de chaînes de télévision
La FCC limite le nombre de chaînes détenues et exploitées par un opérateur à une couverture de 39 % des foyers américains équipés de télévision ce qui se traduit différemment selon les réseaux et les marchés. Ainsi, ABC et NBC possèdent chacune 10 chaînes dans d'importants marchés, tandis que la Fox possède 17 chaînes dans des marchés moindres.
| Marché                    | ABC     | CBS          | FOX     | NBC     |
| ------------------------- | ------- | ------------ | ------- | ------- |
| Atlanta                   |         |              | WAGA-TV |         |
| Austin (Texas)            |         |              | KTBC-TV |         |
| Baltimore                 |         | WJZ-TV       |         |         |
| Boston                    |         | WBZ-TV (en)  | WFXT    |         |
| Chicago                   | WLS-TV  | WBBM-TV (en) | WFLD-TV | WMAQ-TV |
| Dallas                    |         |              | KDFW-TV |         |
| Denver                    |         | KCNC-TV      |         |         |
| Détroit                   |         | WWJ-TV       | WJBK-TV |         |
| Durham (Caroline du Nord) | WTVD    |              |         |         |
| Flint (Michigan)          | WJRT-TV |              |         |         |
| Fort Worth                |         | KTVT         |         | KXAS-TV |
| Fresno (Californie)       | KFSN-TV |              |         |         |
| Houston                   | KTRK-TV |              | KRIV    |         |
| Los Angeles               | KABC-TV | KCBS-TV      | KTTV    | KNBC    |
| Memphis                   |         |              | WHBQ-TV |         |
| Miami                     |         | WFOR-TV      |         | WTVJ    |
| Minneapolis               |         | WCCO-TV      | KMSP-TV |         |
| New Britain (Connecticut) |         |              |         | WVIT    |
| New York                  | WABC-TV | WCBS-TV      | WNYW    | WNBC    |
| Ocala (Floride)           |         |              | WOGX    |         |
| Orlando                   |         |              | WOFL    |         |
| Philadelphie              | WPVI-TV | KYW-TV (en)  | WTXF-TV | WCAU-TV |
| Phoenix                   |         |              | KSAZ-TV |         |
| Pittsburgh                |         | KDKA-TV      |         |         |
| Sacramento                |         | KOVR         |         |         |
| San Diego                 |         |              |         | KNSD    |
| San Francisco             | KGO-TV  | KPIX         |         |         |
| San Jose (Californie)     |         |              |         | KNTV    |
| Tampa                     |         |              | WTVT    |         |
| Toledo (Ohio)             | WTVG    |              |         |         |
| Washington                |         |              | WTTG    | WRC-TV  |
| Total                     | 10      | 14           | 17      | 10      |

### Neutralité du réseau
(mai 2017).
En 2006, la Chambre des représentants des États-Unis adopta une loi permettant à la FCC d'interdire aux opérateurs téléphoniques de bloquer un site donné mais pas de moduler la qualité de la transmission en fonction des sites, rejetant un amendement tentant d’introduire explicitement le principe de neutralité du réseau. Sous la pression de groupes de consommateurs et d'entreprises des nouvelles technologies, la FCC adopta une règle de non-discrimination en 2010. Par la suite, l'entreprise Verizon attaqua cette règle de la FCC devant plusieurs juridictions et une décision est attendue fin 2013 de la part de la Cour d'appel des États-Unis pour le circuit du district de Columbia. Durant le débat, il ressortit que les juges semblaient privilégier une différenciation entre la règle de « non-blocage » et celle de « non-discrimination », ouvrant alors une brèche certaine importante au principe de neutralité du réseau.
Le 14 décembre 2017, la Commission fédérale des communications (FCC) vote l'abrogation des règles de neutralité du réseau,. Le 11 juin 2018 marque l'entrée en vigueur de la décision de la Federal Communications Commission, mettant fin à la neutralité du réseau aux États-Unis.

## Liste des présidents
- 1934-1935 : Eugene O. Sykes (en)
- 1935-1937 : Anning Smith Prall (en)
- 1937-1939 : Frank R. McNinch (en)
- 1939-1944 : James Lawrence Fly (en)
- 1944 : E. K. Jett (en)
- 1944-1946 : Paul A. Porter (en)
- 1946-1947 : Charles R. Denny (en)
- 1947 : Paul A. Walker (en)
- 1947-1952 : Wayne Coy (en)
- 1952-1953 : Paul A. Walker
- 1953-1954 : Rosel H. Hyde (en)
- 1954-1957 : George McConnaughey (en)
- 1957-1960 : John C. Doerfer (en)
- 1960-1961 : Frederick W. Ford (en)
- 1961-1963 : Newton N. Minow (en)
- 1963-1966 : E. William Henry (en)
- 1966-1969 : Rosel H. Hyde (en)
- 1969-1974 : Dean Burch (en)
- 1974-1977 : Richard E. Wiley (en)
- 1977-1981 : Charles D. Ferris (en)
- 1981 : Robert E. Lee (en)
- 1981-1987 : Mark S. Fowler (en)
- 1987-1989 : Dennis R. Patrick (en)
- 1989-1993 : Alfred C. Sikes (en)
- 1993 : James Henry Quello (en)
- 1993-1997 : Reed Hundt (en)
- 1997-2001 : William Kennard (en)
- 2001-2005 : Michael Powell (en)
- 2005-2009 : Kevin Martin (en)
- 2009 : Michael Copps (en)
- 2009-2013 : Julius Genachowski (en)
- 2013 : Mignon Clyburn (en)
- 2013-2017 : Tom Wheeler
- 2017-2021 : Ajit Varadaraj Pai
- 2021-2025 : Jessica Rosenworcel (en)
- Depuis 2025 : Brendan Carr

## Controverses
Dans un rapport titré « Captured Agencies » et publié par le Edmond J. Safra Center for Ethics de l'université Harvard, le chercheur et éthicien américain Norm Alster cite la CFC (l'une des principales autorités de régulation des TIC et télécommunication dans le monde) comme exemple typique d'« Agence capturée » par des entreprises ; la CFC est la principale institution officielle américaine régulatrice des télécommunications : « Les agences capturées sont essentiellement contrôlées par les industries qu'elles sont censées réglementer. Un examen détaillé des actions - et des non-actions - de la FCC montre qu'au fil des ans, la FCC a accordé à l'industrie du sans-fil à peu près ce qu'elle voulait. (...] Jusqu'à très récemment, elle accordait également au câble ce qu'il voulait ». 
Selon John Wall, ancien vice-président de la CTIA (Cellular Telecommunications Industry Association, le principal groupe de lobbying du secteur), dans un documentaire de Kevin Kunze Mobilize, présenté en 2014 au California Independent Film Festival, la CTIA rencontrait des responsables de la FCC environ 500 fois par an.